# 清朝柔遠記

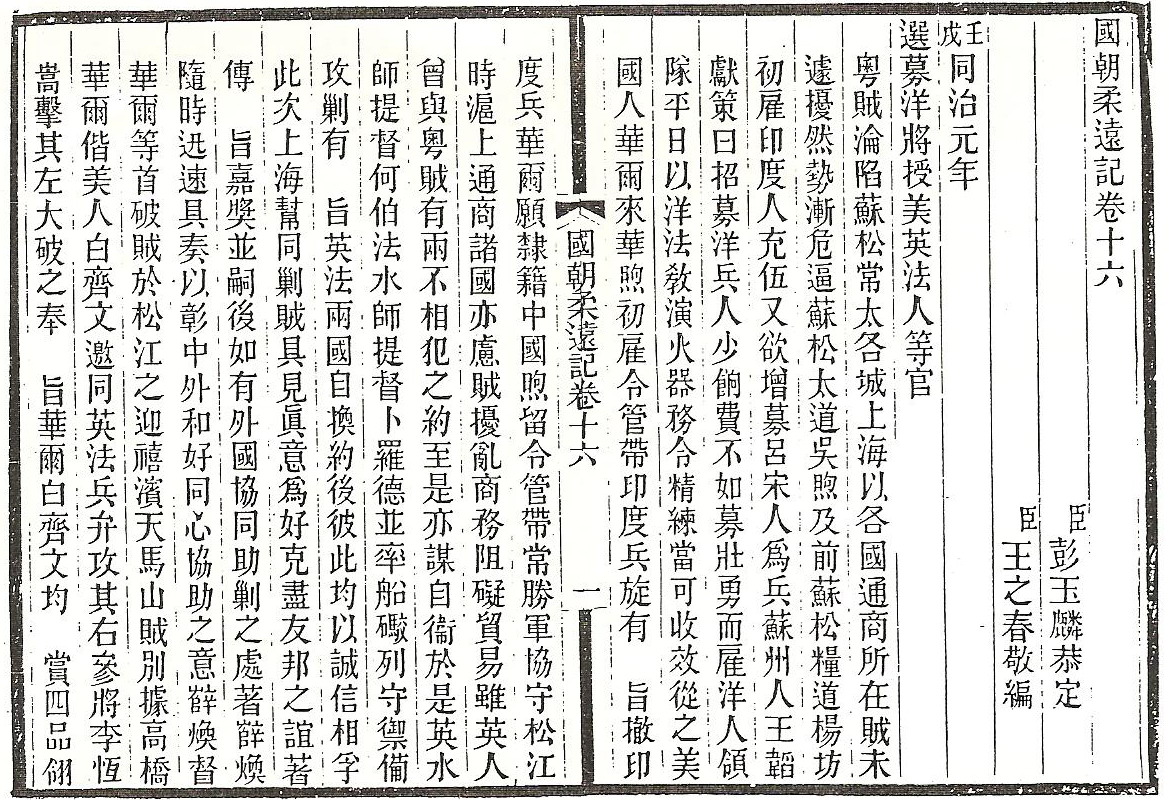
《國朝柔遠記》（即《清朝柔遠記》）光緒十七年刻本

《清朝柔遠記》，原名《國朝柔遠記》，亦稱《國朝通商始末記》或《中外通商始末記》，中國晚清時期官員王之春於1879年左右寫成，為有關清朝外交的專著。全書二十卷，前十八卷為正編以編年體形式，記述滿清自1644年至1874年二百多年間的中外交涉史；後兩卷為附編，包括中國沿海地區地圖，以及有關中國外交策略的議論文。本書取材豐富，包括官書文書、外國圖誌等等，而且介紹了外國的歷史地理的概況，對研究中外關係史有相當價值。

## 作者王之春及本書的編撰
本書作者王之春（字芍棠；生卒：1842年─？），晚清時期官員，青年時期為曾國藩、李鴻章效力，鎮壓民變。後來曾於1879年赴日查探琉球問題，中法戰爭時參與中越界址勘議工作，1894年沙皇尼古拉二世即位時出使俄國，歷任廣東按察使及署理布政使、湖北布政使、四川布政使、廣西巡撫等封疆要職。1904年十一月，即日俄戰爭期間，王之春以卸職巡撫身份居於上海，倡議「聯俄拒日」，經常與俄國官員接觸，為愛國人士所憤恨，更演變成萬福華計劃行刺王之春的事件。雖然計劃最終未遂，涉案人事亦被捕，但王之春也因此聲明狼籍。其卒年亦未詳。
王之春編撰本書的動機，與晚清列強對中國威脅日深的時局，有著密切關係。據他本人在《清朝柔遠記·自敍》中說到當前中外關係並不容易收拾，「揚湯不可以止沸，抱火懼厝夫積薪。竊恐鹵莽者冀僥倖以圖功，畏葸者徒因循而貽誤，不懲既往，曷救將來？否則徒習佉盧拉丁之文，僅通象譯狄鞮之語，遂以華洋關涉，委諸倉儈交通，適與為緣，動輒得咎」，認為從過往的歷史中汲取教訓可有助解決外交困局。因此，他便蒐集有關的史料和文獻，取材範圍「自恭錄列聖上諭及頒發官書外，並搜錄當時諸臣奏疏，與名臣撰述、西人圖志及各家私著可採掇者，薈萃而成。間有得之聞見者，要必采訪確實，不敢稍涉虛誣」。敍事體例則是「自定鼎起（指1644年滿清入關），訖同治止，仿《綱目》編年之體，就中外交涉之端，詳晰編次，著為是書」，務求向人們展現清朝二百多年來的對外關係史，以及他本人的洋務主張。約於1879年（光緒五年）左右，王之春寫成了本書的初稿。

## 內容篇幅
《清朝柔遠記》的篇幅如下：
- 彭敍（彭玉麟）
- 譚敍（譚鈞培）
- 衛敍（衞榮光）
- 俞敍（俞樾）
- 李敍（李元度）
- 自敍
- 凡例
- 卷一：順治元年至順治十八年
- 卷二：康熙二年至康熙三十年
- 卷三：康熙三十一年至雍正五年
- 卷四：雍正六年至乾隆十六年
- 卷五：乾隆十七年至乾隆五十五年
- 卷六：乾隆五十七年至嘉慶十三年
- 卷七：嘉慶十四年至嘉慶二十四年
- 卷八：道光元年至道光二十年
- 卷九：道光二十一年
- 卷十：道光二十二年
- 卷十一：道光二十二年（農曆五月起）
- 卷十二：道光二十三年至道光二十九年
- 卷十三：咸豐元年至咸豐八年
- 卷十四：咸豐八年（農曆六月起）至咸豐十年
- 卷十五：咸豐十年（農曆十月起）至咸豐十一年
- 卷十六：同治元年至同治九年
- 卷十七：同治十年至同治十三年
- 卷十八：同治十三年（農曆七月起）
- 卷十九（附編）
瀛海各國統考
蠡測卮言
　慎約議
　聯與國
　廣學校
　精藝術
　固邊圉
　修船政
　興礦利
　防漏稅
　強兵力
　練民團
　禁販奴
　編教民
　論鴉片
- 卷二十（附編）
沿海形勢圖
環海全圖
沿海輿圖
三島分圖
　臺灣圖
　澎湖圖
　瓊州圖

- 樊跋（樊恭煦）

※以上各項，散見於《清朝柔遠記》全書。

## 學術價值
《清朝柔遠記》自問世後，便被認為是研究清代中外關係的重要典籍。如晚清學者樊恭煦概括地說出它的作用，是「蓋記國朝（清朝）以來中外交涉之事，既詳且盡，而附編諸作，於各島之地理形勢以及情志之向倍、藝事之得失，物力之盈縮，尤能𧀄乎言之」。現代學者趙春晨，將本書的學術價值歸納成四項：
1. 本書是十九世紀下半葉其中一部較全面的清代中外關係史著作。本書條目清晰、知識廣博、文字精練，而且作者王之春是清代人述清代事，與書中事件的發生時間跟離不遠，具有較高的時代性和真確性，因而在相當長時間內被視為研究清朝外交必讀書籍之一。
2. 本書取材豐富，既有清代皇帝的上諭及官方文件，又有經他查證屬實，「不敢稍涉虛誣」的資料，雖然本身不算是第一手材料，但當中一些內容卻是僅存的記錄，或者是可與其他第二、第三手資料相互糾核的佐證。
3. 本書對於所涉及到的世界各地，都概述其歷史及地理情況，在晚清時期而言具有傳播世界知識的啟蒙作用，在後世則有助了解十九世紀下半葉中國人的世界局勢的看法，以及籍本書來鑽研明清兩代對外國人、地名譯音上的差異變化，因而對於研究中外關係史及整理古籍起到幫助。
4. 本書附編的《瀛海各國統考》及《蠡測卮言》十三篇，為王之春自己的洋務運動主張論述，為研究洋務派人士外交思想的參考資料。[6]

## 流傳及出版情況
《清朝柔遠記》成書於1879年（光緒五年）左右，其後的版本情況如下：
- 1885年（光緒十一年）廣州味古堂將本書的《瀛海各國統考》和《蠡測卮言》十三篇刻印，書名《清朝柔遠記》。同年廣東海墨樓和上海同文書局據此刻本石印發行。[7]
- 1891年（光緒十七年）以前出現的抄本一種，與後來在1891年的刻本的內容大致相同,但有不少墨筆修改之處。學者趙晨春認為可能是王之春本人的稿本。[7]
- 1891年（光緒十七年）的廣雅書局本，為最早的完整刻本。[7]
- 1896年（光緒二十二年）湖北書局重刊本。[8]
- 石印本數種，包括1895年（光緒二十一年）上海寶善書局本、1901年（光緒二十七年）上海日新社石印本及上海申昌社石印本等等。趙春晨提到這些版本擅改書名，價值不高。[8]
- 1968年，台灣華文書局出版的光緒年間刊本。[9]
- 1989年，北京中華書局出版本書的趙春晨點校本，收入中外交通史籍叢刊中。[4]其後亦有再版。[10]
- 2000年，北京出版社出版的《四庫未收書輯刊》收錄的本書光緒十七年刊本。[11]

## 外部連結
- （中文）. （原始内容存档于2012-04-17）.